# Ladislas Ier (roi de Naples)
Pour les articles homonymes, voir Ladislas Ier.
 (août 2025).
Ladislas d'Anjou-Durazzo dit le Magnanime et le Victorieux, né à Naples le 15 février 1377, mort à Naples le 6 août 1414, roi de Naples de 1386 à 1414, roi titulaire de Jérusalem, de Dalmatie, de Croatie, de Ramie, de Serbie, de Galicie, de Lodomérie, de Cumanie et de Bulgarie et roi de Hongrie en 1403, est le fils de Charles III de Naples, roi de Naples et de Hongrie, et de Marguerite de Durazzo.
Il est le frère de Jeanne II, qui accède au trône à la mort de celui-ci.

## Biographie
Ladislas est parfois appelé Lancelot, à la suite de la déformation française du hongrois László (Ladislas). Il a neuf ans quand son père est assassiné en Hongrie à Visegrád le 24 février 1386 et sa mère, de Naples, se réfugie à Gaète. Ladislas grandit au milieu des factions italiennes alors en pleine guerre. Il a son « baptême de feu » en 1392 quand Louis II d'Anjou, qui prétend au trône de Naples, l'attaque dans ses États. Louis d'Anjou commence par remporter des succès, mais Ladislas reprend l'avantage et force Louis d'Anjou à retourner en France (1399).
En 1402 les nobles hongrois, las des violences de leur roi Sigismond de Luxembourg, se révoltent, l'emprisonnent et donnent le trône à Ladislas, qui est couronné à Zara le 5 août 1403. Cependant, Sigismond s'évade et reprend la couronne. Ladislas, occupé par d'autres projets, se désintéresse de la Hongrie et regagne Naples avant la fin de l'année. Venise en profite pour rétablir ses droits sur Zara et la Dalmatie qu'elle achète en 1409 à Ladislas pour 100 000 ducats.
En effet, le grand schisme d'Occident entraîne l'anarchie à Rome, et il envisage de rattacher les États pontificaux à son royaume. Appelé par les Colonna, il se présente à Rome pour en demander la seigneurie, mais le peuple romain chasse Ladislas et son escorte. Il revient avec une armée de douze mille hommes et conquiert Rome et sa région, puis il s'attaque à Florence, voulant constituer un royaume d'Italie. Mais Florence, par surenchère, achète une partie de ses mercenaires et obtient le concours de Louis II d'Anjou. Ladislas est battu à Roccasecca, mais Louis d'Anjou ne sait pas exploiter ses succès. Ladislas, après quelque temps de paix, reprend la guerre contre Rome, s'empare de la ville et envisage une nouvelle fois d'attaquer Florence lorsqu'il tombe malade et meurt au Castel dell'Ovo à Naples en 1414.

## Principales conquêtes (1407-1414)
- Il tenta en vain en 1407 de s'emparer de la Hongrie (comme son père Charles III).
- En avril 1408 il occupe Rome dans laquelle il fait une entrée triomphante. Après cela toutes les provinces du Patrimoine et les villes d'Ombrie se soumettent spontanément à son autorité.
- Dans les années qui suivent il investit Arezzo, menaça Florence.
- Il s'empare à nouveau de Rome au printemps 1413 et en juin 1414.

## Mariages et enfants
Il n'a aucun enfant de ses trois mariages :
1. en 1390 avec Constance de Clermont, fille de Manfred de Clermont, comte de Modica. Il s'en sépare en 1392 ;
2. le 12 février 1403 avec Marie de Lusignan (1381 † 1404), fille de Jacques Ier de Lusignan, roi de Chypre, et d'Héloïse de Brunswick ;
3. en 1406 avec Marie d'Enghien, comtesse de Lecce (1370 † 1446), fille de Jean d'Enghien, comte de Castro.

Par contre, il a deux enfants illégitimes :
- Rinaldo de Durazzo, prince de Capoue, qui a quatre enfants : Catherine, Camille, Hyppolite et François, prince de Capoue, sous les règnes des rois Ferdinand et Alphonse d'Aragon ;
- Marie de Durazzo, morte jeune.